# Дандорф
Дандорф (нем. Danndorf) — община в Германии, в земле Нижняя Саксония.
Входит в состав района Хельмштедт. Подчиняется управлению Фельпке. Население составляет 2093 человека (на 31 декабря 2010 года). Занимает площадь 14,04 км².
| Год  | Население |
| ---- | --------- |
| 1990 | 1744      |
| 1995 | 2020      |
| 2000 | 2060      |
| 2005 | 2184      |
| 2010 | 2138      |